# Nagy László (tanár, 1816–1875)
Bokszegi Nagy László (Kunhegyes, 1816. június 9. – Budapest, 1875. május 6.) gimnáziumi igazgató-tanár, királyi tanácsos, tanfelügyelő, tankönyvíró. Nagy László (1857–1931) pedagógus, pszichológus édesapja.

## Élete
A gimnáziumot Debrecenben, a bölcseletet Nagykőrösön Warga János alatt végezte; a jogi és hittani tanfolyamra Debrecenbe tért vissza és ott végezte 1838-ban. Ezután Érmihályfalvára ment ki rektornak. Kitöltvén ott három évét, a Gencsi-háznál magánnevelőséget vállalt. Idejét egészen a nevelés- és tanítástan elméleti és gyakorlati tanulmányozásának szentelte. 
1852-ben a kisújszállási algimnázium igazgatótanárául hivatott meg. Eleinte csak maga volt egyedül a tanár; de buzgólkodásainak sikerült az intézetet úgy szervezni és oly virágzásba hozni, hogy négy év múlva már hatodmagával működhetett. 
1858-ban a nagykőrösi református tanítóképző igazgatójául választatott meg, mely intézet az ő vezetése alatt csakhamar az első rangú pedagógiai intézetek egyike lett az országban. A tanítók képzése érdekében írt tankönyveivel e téren elismert tekintélyt szerzett magának.
Az 1868. évi népiskolai törvény megalkotása és a tanfelügyelői intézmény szervezése után Eötvös József felhívására átvette a Tolna és Baranya vármegyei tankerületek vezetését. 1872-ben a Pest-Pilis-Solt-Kiskun vármegyei tanfelügyelőségre helyeztetett át és 1874-ben a Jászkun-kerületi tanfelügyelői teendőkkel is megbízták. A túlságos munkateher is siettette végét.
Cikkei a Protestáns Népiskolai Közlönyben (1866. A fegyelem gyakorlásáról); a Néptanítók Lapjában (1868. Az olvasás tanítása népiskoláinkban és könyvism., 1889. A tanítóképzőintézeti tanárok országos egyesülete sat.)

## Munkái
- Beszéd és értelemgyakorlatok a helv. hitv. népiskolákbani használatra. Tanítóknak vezérkönyvül, tanmódszeres modorban. Sárospatak, 1863. (1865-ben a helv. hitvallásuak egyetemes tanbizottsága elsőrangú díjra érdemesíttette és az összes népiskolákba tankönyvül fölvette; e művet 1869-ben átdolgozott kiadásban a közoktatási kormány is elfogadta, államdíjjal jutalmazta s országszerte bevett tankönyvvé tette a szerző által hozzá csatolt Vezérkönyvvel együtt).
- Magyarország története kapcsolatban az általános történet legfőbb vonásaival. Nagy-Kőrös, 1863. (Ballagi Károllyal együtt. 2. kiadás, 1865., 6. k. 1877., 7. k. 1882., 12. k., 1885., 27. k. 1894. Nagy-Kőrös).
- Vezérkönyv a beszéd- és értelemgyakorlatok tanításában a népiskolák I. és II. oszt. számára. Buda, 1870. (Budapest, 1899.).
- Nyelvtani gyakorlókönyv a népiskolák I-IV. osztálya számára. Buda, 1870. (Ism. Néptanítók Könyve 1889. Németre is lefordította Nemessányi János. Buda, 1870. és Budapest, 1873., 1882. és tótra Zaymus Gábor. Buda, 1872. és Egry Gábor. Budapest, 1875. Németre, tótra és vendre is lefordíttatott. Buda, 1871.).
- Vezérkönyv a magyar nyelvtan tanításában a népiskolák I.-IV. osztályai számára. Buda, 1870. (Németül, tótul és vendül is megjelent. Buda, 1871. Buda, 1877. átdolgozta Komáromi Lajos, jav. kiadás 1882., 1893. Buda. Ism. Néptanítók Lapja 1891.) III. és IV. osztályok számára, 1873

Szerkesztette a Protestáns Népiskolai Közlönyt (kiadta az egyetemes ref. tanügyi bizottság). Sárospatak, 1866. nyolc füzetét.